# 쓰즈미가타키역
쓰즈미가타키역(일본어: 鼓滝駅, つづみがたきえき)은 일본 효고현 가와니시시에 있는 노세 전철 묘켄 선의 역이다. 역 번호는 NS05이다.

## 역사
- 1913년 4월 13일: 쓰즈미가타키 역(皷ヶ滝駅)으로 영업 개시.
- 1965년 4월 1일: 쓰즈미가타키 역(鼓滝駅)으로 역명 변경.
- 1966년 12월 5일: 승강장 유효 길이를 3량 분으로 연장.
- 1969년
  - 5월 25일: 현재 위치로 이전.
  - 10월 5일: 복선화로 인한 역 확장, 그 전까지는 1면 1선이었음.
- 1980년 4월 16일: 구내를 잇는 지하도 완성.
- 2006년 3월 27일: 쓰즈미가타키 역(鼓滝駅)으로 역명 변경.
- 2010년 11월 20일: 하행 승강장에 새로운 개찰구 설치, 상행 승강장의 기존 개찰구 폐쇄.
- 2011년 2월 18일: 상행 승강장에 새로운 개찰구 설치, 배리어 프리화 공사 준공.

## 역 구조
상대식 승강장 2면 2선의 지상역으로 무인역이다.
승강장의 가와니시노세구치 방향은 터널(쓰즈미가타키 터널)과 접한다.
역이 현재의 위치로 이동하면서 개찰 등은 가와니시노세구치 방향 승강장 측에 설치된 두 플랫폼의 왕래는 지하 통로였지만, 가와니시 시의 배리어 프리화 시공 결과, 개찰이 두 승강장으로 분리되었다.
승강장 유효 길이는 대형 차량 6량 분까지 연장되었지만, 슬로프 설치에 따라 승강장이 깎여 4량 편성만이 정차 가능할 정도로 좁혀졌다.

### 승강장
| 서측 | ■ 묘켄 선 | 야마시타・묘켄구치・닛세이추오 방면       |
| 동측 | ■ 묘켄 선 | 가와니시노세구치・다카라즈카・우메다 방면 |

## 역 주변
과거 이곳에는 30m 차이의 낙차가 있었고, 그 폭포가 북 같은 소리를 세웠던 것에서 본 역 부근은 "쓰즈미가타기"로 불렸다.
- 다이에 가와니시점
- 조신 전기 가와니시 다이에점

## 인접역
| 노세 전철 ■ 묘켄 선             | 노세 전철 ■ 묘켄 선 | 노세 전철 ■ 묘켄 선     |
| ------------------------------- | ------------------- | ----------------------- |
| NS04 우구이스노모리 우메다 방면 | ■ 보통              | 다다 NS06 묘켄구치 방면 |